# Houtem Jaarmarkt

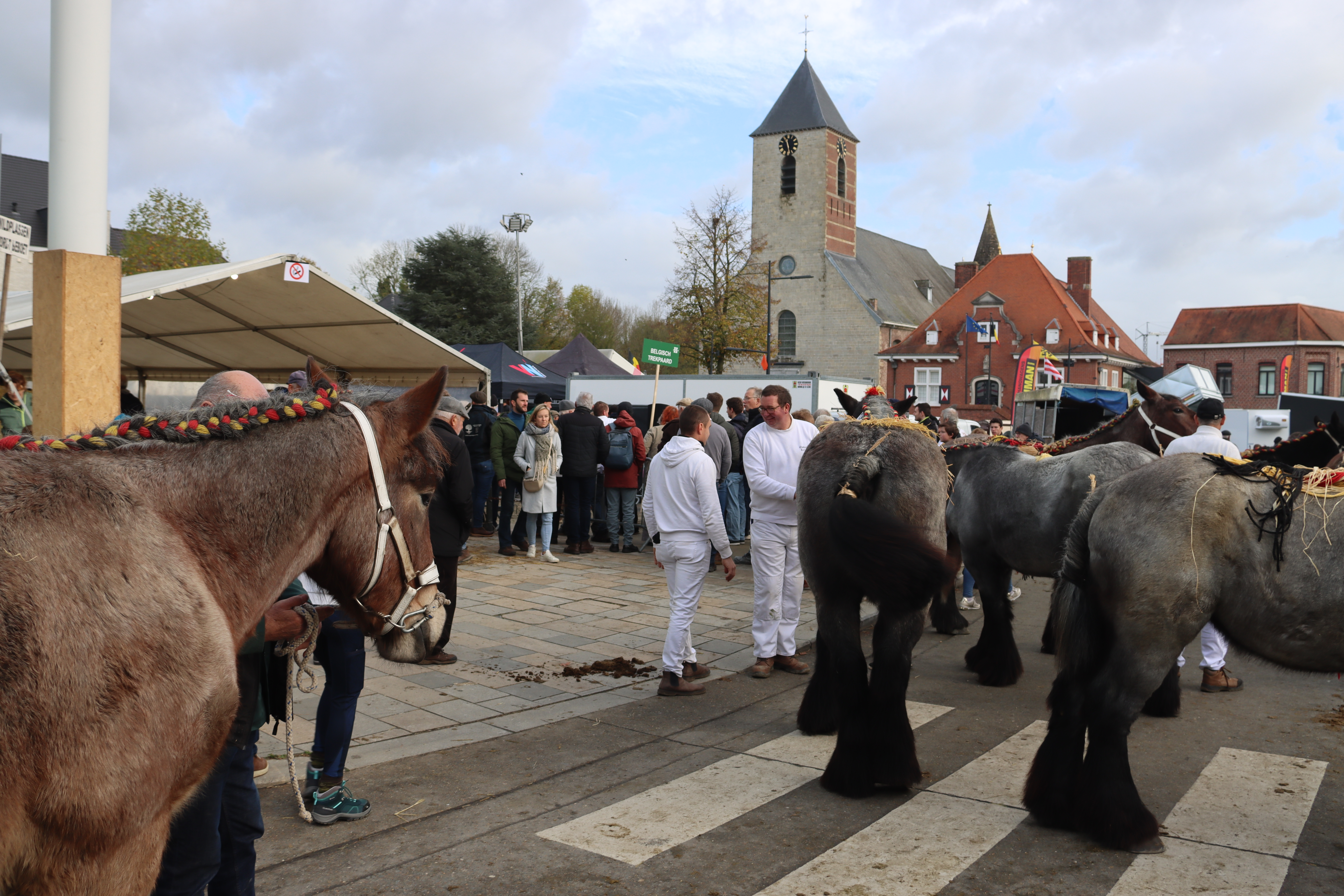
Houtem Jaarmarkt 2024

De Houtem Jaarmarkt is een belangrijke vee- en paardenmarkt die jaarlijks plaatsvindt op 11 en 12 november in de Vlaamse gemeente Sint-Lievens-Houtem.
Deze jaarmarkt kent een oude traditie en is ontstaan uit de Sint-Lievensprocessie, een bedevaart die tot in de 16de eeuw jaarlijks plaatsvond tussen Gent en Sint-Lievens-Houtem. Er vond vroeger een zomerjaarmarkt plaats op het patroonfeest van Sint-Lieven op 28 juni en een wintermarkt op de vermeende sterfdatum van de patroonheilige op 12 november. Hedendaags wordt enkel nog de winterjaarmarkt georganiseerd en werd de zomerjaarmarkt gereduceerd tot kleine kermis met enkele feestelijkheden en een paardenkeuring.
Omwille van de eeuwenoude geschiedenis en het volkse karakter werd dit evenement erkend als Vlaams immaterieel cultureel erfgoed en sinds 2010 ook als werelderfgoed door UNESCO.

## Geschiedenis

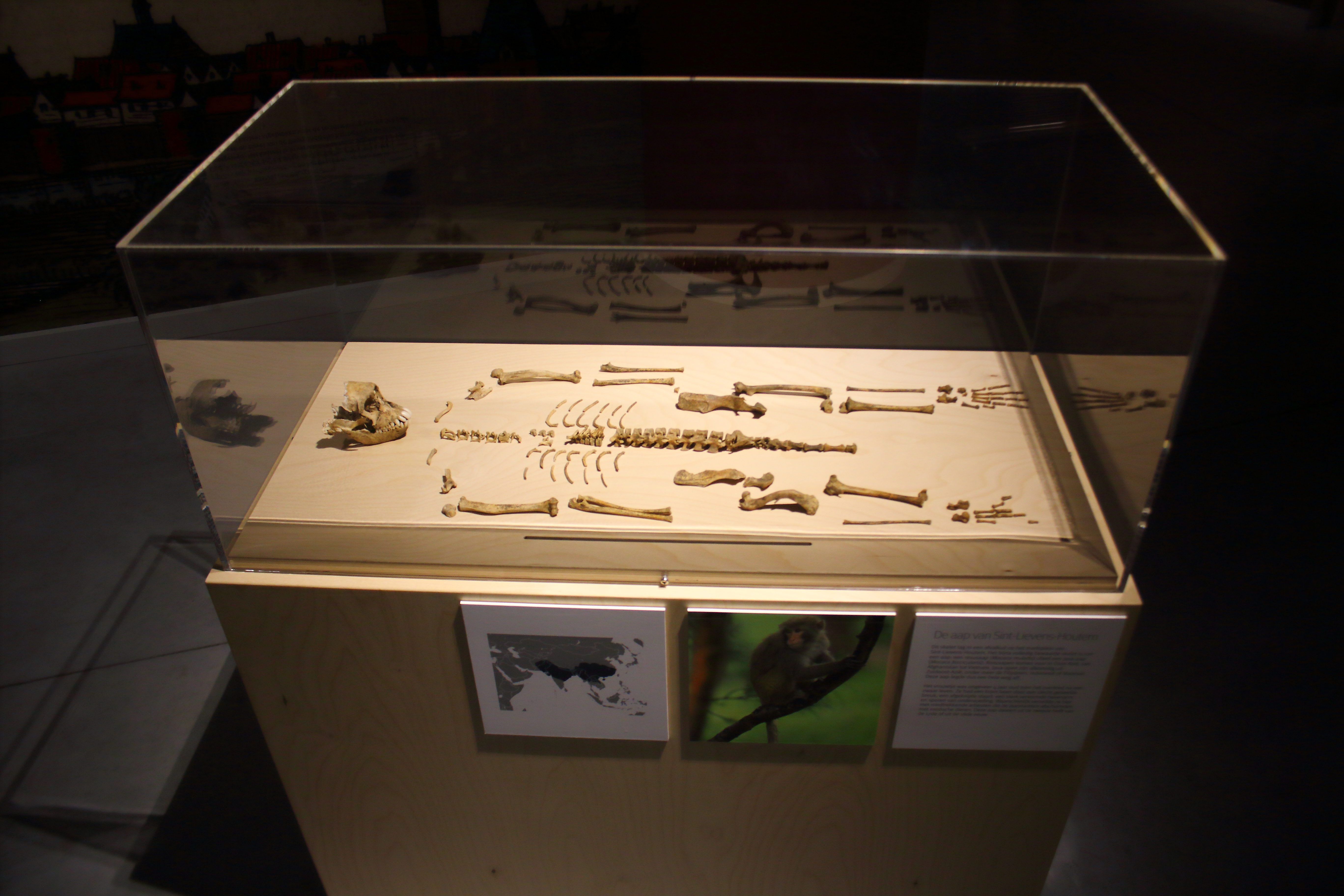
Aapje uit de 17de eeuw opgegraven op de Markt, vermoedelijk van artiesten op de jaarmarkt

Volgens de legende werd Livinus vermoord op 12 november 657, waarna er een bloeiende bedevaart op gang kwam naar zijn graf. In het zog van de bedevaarders ontstond er een jaarmarkt. De oudste betrouwbare historische bronnen die verwijzen naar een jaarmarkt dateren uit 1339, al zijn er oudere referenties die evenwel geen concrete datum vermelden en dus niet met absolute zekerheid verwijzen naar de winterjaarmarkt. Tijdens de 15e en 16e eeuw werden zowel de zomerjaarmarkt als winterjaarmarkt in Sint-Lievens-Houtem erg populair, al groeide het belang van de winterjaarmarkt stelselmatig tijdens de vroegmoderne tijd en de 19e en 20e eeuw. Vooral de runder- en paardenmarkt groeiden uit tot evenementen van grote omvang. Uit deze tijd stammen dan ook een aantal roversverhalen, meer bepaald rond de figuur van Jan de Lichte.
De jaarmarkt behield haar status gedurende de 20e eeuw en werd in 2008 door minister Bert Anciaux uitgeroepen tot Vlaams niet-tastbaar cultureel erfgoed. Sinds 15 november 2010 staat de jaarmarkt ook op de Lijst van meesterwerken van het orale en immateriële erfgoed van de mensheid.

## Bezienswaardigheden
De winterjaarmarkt opent op 10 november met een feestelijke receptie en voorstelling van het jaarthema, en sinds 1995 ook van de gastregio die zijn streekproducten in de thematent tentoonstelt. Op deze dag, die pas sinds enkele jaren door de lokale bevolking wordt aangezien als openingsdag van de winterjaarmarkt, staat er nog geen vee opgesteld op het marktplein, waardoor de eigenlijke markt nog niet begonnen is.
Op 11 november gaat de werkelijke jaarmarkt van start, met de keuring van de paarden van 7 verschillende stamboeken op de markt en paardenmarkt en de start van de veehandel. Hierbij worden jaarlijks om en bij de 1200 runderen en 600 paarden tentoongesteld op en rond het plein.
Op 12 november vindt dan de eigenlijke markt plaats in het hele centrum, waarbij zo'n 500 marktkramers hun waren proberen te slijten. Op het gebied van de markt stellen vele Houtemnaren ook hun huis open als gelegenheidscafé.